# Sassa Narimasa
Sassa Narimasa (佐々 成政?; Nagoya, 6 febbraio 1536 – Castello Fushimi, 7 luglio 1588) conosciuto anche come Kura-no-suke (内蔵助?), è stato un samurai giapponese dell'epoca Sengoku durante il periodo Azuchi-Momoyama. Narimasa è nato a Nishi-ku, Nagoya (nell'attuale Distretto di Aichi, provincia di Owari).

## Inizio della Carriera
Figlio di Sassa Narimune (佐々成宗?), i suoi fratelli maggiori furono Sassa Magosuke (佐々孫介?, morto nel 1556 combattendo Oda Nobuyuki nella battaglia di Inabugahara) e Sassa Masatsugu (佐々政次?, morto nel 1560 durante la battaglia di Okehazama), due delle sette lance di Azukizaka.
Nel 1550 Narimasa diventa servitore di Oda Nobunaga ricevendo come ricompensa la provincia di Etchū  e 33.000 koku, per aver aiutato Shibata Katsuie nella lotta contro il clan Uesugi,distinguendosi particolarmente in battaglia. Viene accusato di aver preso parte al complotto che portò all'assassinio di Nobunaga, tuttavia senza prove.

## Il declino
Dopo la morte di Nobunaga, nel 1584 si unisce a Tokugawa Ieyasu in una inconcludente campagna militare contro Toyotomi Hideyoshi partecipando indirettamente alla campagna di Komaki e Nagakute; assediò il castello di Suemori ma venne sconfitto da Maeda Toshiie. 
Il conflitto militare contro il clan Toyotomi termina l'anno seguente, quando viene assediato da oltre 70.000 samurai comandati da Hideyoshi, il quale distrugge il castello di Toyama nel quale si era rifugiato (vedi assedio di Toyama).
Subito dopo la tregua, ottenuta grazie all'intermediazione di Oda Nobuo, si sottomette a Hideyoshi e gli viene fatta salva la vita. Viene separato dalla moglie e dalla figlia, che vengono tenute in ostaggio ad Osaka. Nel 1586 gli vengono confiscate le terre della provincia di Higo, in particolare Etchū, il cui valore era stimato in circa 100.000 koku. Le sue terre nella provincia di Etchū verranno poi affidate a Katō Kiyomasa.
Nel 1587, gli viene affidato un piccolo feudo nella Provincia di Higo a Kyūshū con precise istruzioni su come andasse governato. Tuttavia, a causa delle difficoltà nel sedare una rivolta locale, nel 1588 si toglie la vita commettendo Seppuku con i due figli maschi, seguendo le istruzioni impartite da Hideyoshi. La figlia sposa il kuge Takatsukasa Nobufusa da cui ebbe il figlio Nobuhisa.

## Nella cultura di massa
Sassa Narimasa è un personaggio dei videogiochi Koei Kessen III, Samurai Warriors. In Pokémon Conquest è un ufficiale di Nobunaga (Pokémon + Nobunaga's Ambition in Giappone).